# Fréquence protestante
Fréquence protestante est une station de radio généraliste, d'inspiration protestante, qui partage sa fréquence sur la bande FM avec Radio Notre-Dame. Diffusée à Paris et en Île-de-France, elle propose des émissions sur de nombreux sujets d'actualité, culturels, de société, politiques ou religieux.

## Historique
La radio a vu le jour en 1983, après de nombreuses tractations. Elle est animée à son origine par des pasteurs de l'Église réformée de France, membre de la Fédération protestante de France. D'abord réduite à la portion congrue en termes d'heures de diffusion, elle a peu à peu gagné en durée, jusqu'à occuper un peu plus de 30 % du temps d'antenne du 100.7 FM.   
Fréquence Protestante a toujours eu pour objectif de diffuser des émissions culturelles, montrant ainsi que l'éthique protestante ne repose pas exclusivement sur la parole biblique, mais se retrouve aussi dans des valeurs intellectuelles et morales, lesquelles s'expriment naturellement par des biais culturels : littérature, musique, arts vivants et plastiques etc.   
Un temps installée dans les locaux du temple protestant de La Rencontre elle est aujourd'hui logée au siège de la Fondation Eugène Bersier, à côté du temple protestant de l'Étoile, avenue de la Grande-Armée, à Paris.  

## Identité

### Statut
Fréquence protestante est une radio associative, elle est habilitée à recevoir des dons. L'association se compose de personnes physiques et de personnes morales : unions d’Églises et mouvements rattachés à la Fédération protestante de France, ainsi que d'associations caritatives et d'entraide et enfin de fondations privées. Compte tenu de l'importance de ses programmes généralistes et de son attachement à la laïcité, elle bénéficie aussi de fonds publics octroyés par le ministère de la Culture et la région Ile-de-France. 

### Ligne éditoriale
La radio a beaucoup évolué depuis sa fondation. Aujourd'hui, elle s'affirme comme une radio culturelle, respectueuse des valeurs de la laïcité au sein de la république française, tout en défendant une éthique d'inspiration protestante, fidèle en cela aux principes de la Réforme. 
Ses programmes sont disponibles sur son site Internet. 
Ils sont orientés vers la culture : littérature, musique, cinéma, arts plastiques, arts vivants et traitent également des questions de société et de politique. Plusieurs émissions ont été conçues pour rendre compte des activités locales, notamment celles organisées par la région Ile-de-France. 
Fréquence protestante soutient les associations et les collectifs à caractère humanitaire et caritatif.

### Programmes

#### Émissions culturelles
Ces programmes, souvent réalisés en direct, sont suffisamment longs (entre 30 et 55 min) pour permettre aux animateurs de recevoir des invités et de développer les questions traitées. Liées à l'actualité (sociétale, littéraire, cinématographique, théâtrale, etc.), elles rendent compte de ce qui se passe à Paris et dans toute la région Ile-de-France, mais également des grands événements nationaux. Certaines d'entre elles ont accueilli des personnalités connues, dont l'éclectisme témoigne de l'ouverture d'esprit et d'un certain non-conformisme intellectuel qui autorise toutes les voix à s'exprimer : ainsi en a-t-il été de Michel Onfray à Mona Ozouf en passant par Edgar Morin, Philippe Sollers, Régis Debray, Cynthia Fleury, Erri De Luca, Irène Frain, Marek Halter, Vladimir Cosma, Raphaël Enthoven, Jean-Paul Enthoven, Jean-François Kahn, le Pr Axel Kahn, Jacques Séguéla et de nombreux autres. Quelques hommes et femmes politiques ont également été accueillis, notamment Ségolène Royal, Arnaud Montebourg, Bruno Le Maire. 
Émissions musicales
Elles s'intéressent pour une large part à la musique classique (Cantabile, Divertimento, Point d'Orgue, La Malle à musique, Promenades musicales...), mais certaines d'entre elles, comme La Musique se livre, traitent des musiques actuelles afin de répondre aux demandes d'un large public.
Émissions d'actualité
Midi Magazine, tous les jours sauf le week-end, donne la parole à des acteurs de l'actualité. Spécialistes reconnus de questions économiques, hommes ou femmes politiques, historiens dont les travaux sont en lien avec l'événement, professeurs d'université et maîtres de conférences, les invités sont divers. Le format de cette émission - 50 minutes - leur permet de s'expliquer et de commenter les sujets traités de façon sinon exhaustive, du moins approfondie.

## Journalistes
Parmi les anciens et actuels journalistes, on compte notamment Pierre Gaffié, Garance Hayat, Philippe Arondel, Claudine Castelnau, Gwénola Froment, Hacène Belmessous ou encore Virginie Girod. 
Philippe Bilger, magistrat honoraire, anime une émission filmée. Frédéric Casadesus, ancien journaliste du magazine hebdomadaire Réforme, reçoit un invité chaque semaine pour Une heure avec. Hélène Pierrakos, journaliste radio spécialiste de la musique, anime La Malle à musique et Intermezzo, une émission hebdomadaire consacrée à l'actualité des spectacles musicaux.   
La rédaction en chef est assurée par Valérie Thorin, ancien Grand-reporter.

## Diffusion

### Modulation de fréquence (FM)
Fréquence protestante émet depuis Paris et jusqu'à Beauvais sur le 100.7 FM, fréquence qu'elle partage avec Radio Notre-Dame. Elle diffuse ses programmes tous les jours de 12h00 à 14h30, les samedis toute la journée jusqu'au dimanche 5 h 30 du matin, le lundi soir à partir de 20 h jusqu'au mardi 5 h 30 du matin.

### Internet (streaming et podcasts)
Le site internet permet d'écouter la radio en streaming toute la journée. Il permet aussi de réécouter les émissions déjà diffusées, soit en les écoutant de façon immédiate depuis le lecteur intégré sur ordinateur, tablette ou téléphone, soit de les télécharger pour les écouter plus tard. Nombre d'émissions sont également "embarquées" par leurs animateurs et sont donc ré-écoutables sur les sites internet partenaires. 
La plupart des émissions de Fréquence Protestante sont également écoutables en podcast sur les principales plateformes : Deezer, Spotify, ApplePodcast, GooglePodcast, AmazonPodcast...

### DAB+ ou Radio Numérique Terrestre (RNT)
Le Conseil supérieur de l'audiovisuel (CSA) a octroyé en mars 2020 un allotissement (n° 15) à Fréquence Protestante, qu'elle occupe seule, 24 h / 24. Dans ce cadre, la radio développe des programmes originaux. Elle en produit la presque totalité. Elle retransmet quelques programmes produits par des tiers dans le cadre d'accords de partenariats. 